# Centro Indipendente
Il Centro indipendente (in ebraico: המרמ העצמאי, HaMerkaz HaAtzma'i) è stata una fazione politica israeliana tra il 1975 e il 1976.

## Storia
La fazione fu fondata da Eliezer Shostak ed Ehud Olmert dopo che si staccarono dal Centro Libero, un membro dell'alleanza con il Likud, nel 1974. La conferenza di fondazione della nuova fazione, che rimase parte del Likud, si tenne nel febbraio del 1975.
Nel 1976 il Centro Indipendente si fuse con altre due fazioni del Likud, la Lista Nazionale e il Movimento per il Grande Israele, per formare La'am, che divenne la terza più grande fazione all'interno del Likud. Successivamente si unì formalmente a Herut, la più grande fazione del Likud, nel 1984. Il Centro Libero in seguito si staccò dal Likud e si unì al Movimento Democratico per il Cambiamento.
| Controllo di autorità | VIAF (EN) 18151431589956301595 |